# Robert Kozin
Robert Borisovici Kozin (în rusă Роберт Борисович Козин; n. 8 martie 1933, Bashmakovo⁠(d), RSFS Rusă, URSS – d. 23 august 2016, Moscova, Rusia) a fost un profesor rus, doctor habilitat în științe agricole, profesor al Academiei de Stat de Medicină Veterinară și Tehnologie Biologică din Moscova.

## Biografie
A absolvit Academia de agricultură din Moscova în 1955. Între anii 1966-1998 a îndeplinit funcția de secretar științific general al Academiei Rusă de Științe Agricole. Este autorul a peste 200 de lucrări științifice.  A fost decorat cu Medalia „Veteran al muncii”.